# 泰拉省
14°00′38″N 0°45′11″E / 14.01056°N 0.75306°E

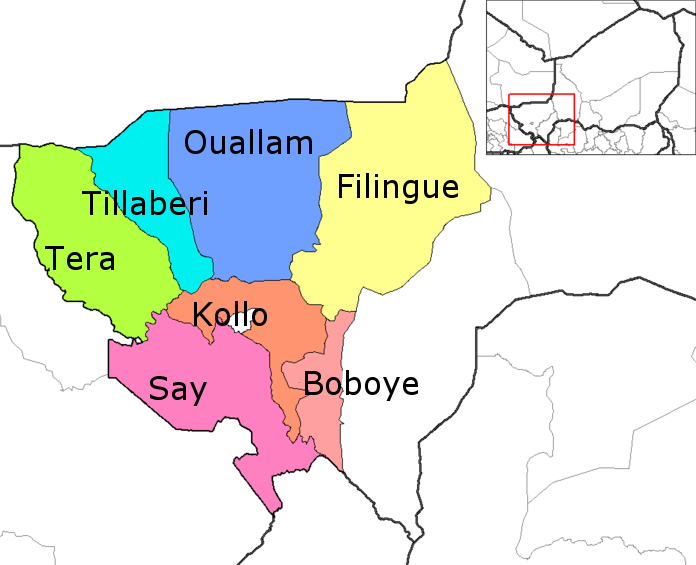

泰拉省（法語：Téra），是尼日爾的省份，位於該國西部，由蒂拉貝里大區負責管轄，東面是蒂拉貝里省，面積15,794平方公里，2011年人口579,658，人口密度每平方公里36.7人。